# Phaonia subtenuiseta
Phaonia subtenuiseta är en tvåvingeart som beskrevs av Ma och Wu 1989. Phaonia subtenuiseta ingår i släktet Phaonia och familjen husflugor. Inga underarter finns listade i Catalogue of Life.